# 清泉寺 (乌鲁木齐市)
清泉寺，又称清泉禅寺，是中国新疆维吾尔自治区最大的汉传佛教寺院，位于烏魯木齊市水磨沟区水磨沟风景区内。清泉寺隶属于乌鲁木齐市水磨沟区民族宗教事务局，同时也是乌鲁木齐市佛教协会驻地。清泉寺方丈为禅宗临济宗第45代传人寂仁法师，寺内还有义辉、宽正、宽因、能闻、慧成等出家法师。逢佛诞、盂兰盆节、释迦牟尼佛成道日等佛教节日，清泉寺会举办法会。
清泉寺于20世纪80年代末开始修建，到2012年，建成寺院面积超1.5万平方米，2013年曾遭人为纵火。

## 历史

### 寺院兴建
民间传言中清泉寺在唐贞观年间便已修建。不过在今水磨沟风景区的范围内，已知最佛教场所出现在新疆和平解放之前：名为“家庙”的佛教居士林选址于水磨河河岸，佛教居士林由佛龛、佛堂等宗教建筑组成，也有以及储放经卷、祀品的洞穴。1951年后，随着取缔反动会道门、文化大革命等政治运动相继发生，乌鲁木齐市公开的佛教活动逐渐停息，佛教寺院也被毁坏。直到1979年，乌鲁木齐市的佛教的宗教活动逐步恢复正常。1985年，乌鲁木齐市人民政府开始批准修建佛教寺院，于是在1986年，准备在水磨沟公园（即水磨沟风景区）内修建佛教寺院，并取名清泉寺。
1988年，乌鲁木齐市人民政府划出清泉山5600平方米的空地，并拨款修建清泉寺。在乌鲁木齐市佛教协会会长王成章居士的主持下，组织信教群众、聘请施工队开始修建清泉寺。1991年，大雄宝殿等主要宗教建筑建设完成，清泉寺初具规模。1992年，清泉寺开办素餐馆、茶社、法务流通处等。到1998年，清泉寺建成有观音殿、地藏殿。此时，清泉寺占地面积近5900平方米，建筑面积约1500平方米，成为新疆境内最大的汉传佛教寺院。清泉寺在2004年和2008年翻建和扩建，在2013年火灾以前，建有天王殿、地藏殿、观音殿、僧人楼、斋堂、综合楼、方丈楼等建筑，占地面积超过6400平方米。
清泉寺建寺初期并无僧团组织，住寺僧人仅有圆湛法师一人，一些法事活动难以展开。进入21世纪后，经乌鲁木齐市民族宗教事务委员会、西安市民族宗教事务委员会等部门的协调，大慈恩寺寂仁法师率6名法师入驻清泉寺，寂仁法师为清泉寺住持。僧团组织入驻后，设清泉寺民主管理委员会，成立客堂、斋堂等机构，并制定管理制度。同时，清泉寺开始组织各种弘法活动，如新春祈福法会、观音诞法会、佛诞法会、盂兰盆节、释迦牟尼佛成道日纪念法会等。2012年时，参加浴佛法会的居士信众人数超过万人。

### 火灾前后
2013年9月20日凌晨，清泉寺遭遇人为纵火。基督徒王某在将寺院内外的灭火器破坏后，将清泉寺大雄宝殿、天王殿点燃。导致大雄宝殿部分屋顶坍塌，仅剩部分围墙、柱尚竖立，殿内物品、法器化为灰烬。好在没有导致人员伤亡。2013年10月，王某被抓获。2014年9月，清泉寺纵火案开庭，王某自称是想做实验看佛是否会灭火，不过未曾想火灾蔓延。火灾后，清泉寺闭寺。一直到2013年11月重新开放。之后，清泉寺大雄宝殿重建。
2017年6月，清泉寺举行全堂佛像开光暨寂仁法师方丈升座法会。经过晋山式后，寂仁法师开始担任清泉寺方丈。

## 建筑布局

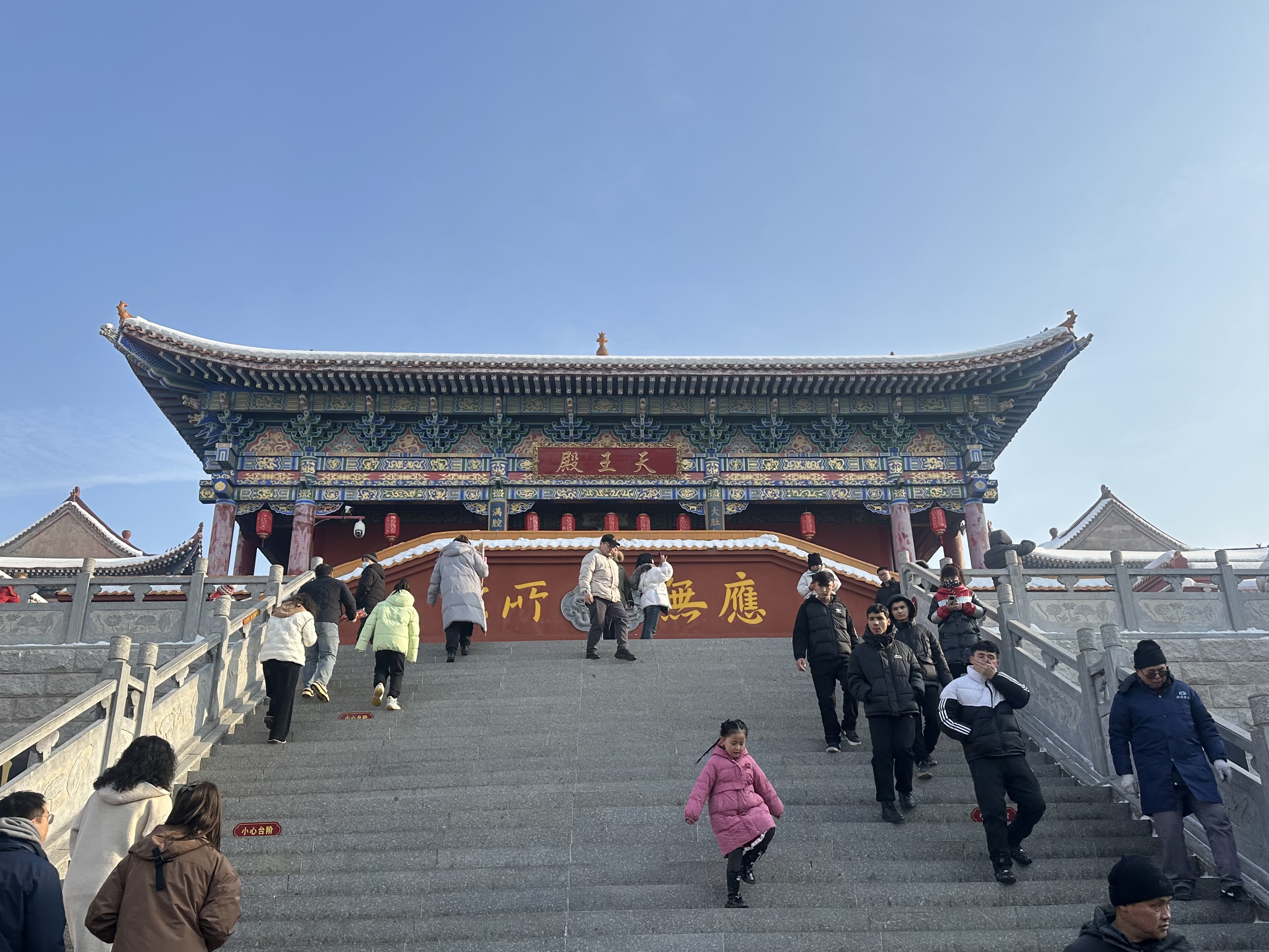
乌鲁木齐市清泉寺天王殿

清泉寺依山而建，背依清泉山，面朝水塔山，建筑均为具有明清建筑风格的仿古建筑。清泉寺面积超1.5万平方米，山门、天王殿、大雄宝殿依次位于中轴线上。山门上有内容为“清焰寂照随拈一法皆实相 泉水澄明只取半滴润大千”的对联。进入山门，天王殿墙壁上有汉字“应无所住”。绕过天王殿即大雄宝殿，大雄宝殿为二层建筑，外有八根红色廊柱，顶有金色琉璃瓦。上下两层前檐有多个牌匾。方丈楼、观音殿位于大雄宝殿左侧，僧人楼、地藏殿、般若堂位于大雄宝殿右侧。